# Bijele Vode (Glina)
Bijele Vode es una localidad de Croacia en el ejido de la ciudad de Glina, condado de Sisak-Moslavina.

## Geografía
Se encuentra a una altitud de 277 m s. n. m. a 89,2 km de la capital nacional, Zagreb.

## Demografía
En el censo 2011, el total de población de la localidad fue de 63 habitantes.